# Razloški Okrug
Razloški Okrug je naselje u Hrvatskoj u sastavu Grada Delnica. Nalazi se u Primorsko-goranskoj županiji.

## Zemljopis
Nalazi se unutar nacionalnog parka Risnjaka. Jugozapadno su Donji Okrug, Plajzi i Gornji Okrug, južno je Biljevina.

## Stanovništvo
| broj stanovnika |       |       |       |       |       |       |       |       |       | 21    | 14    | 17    | 15    | 8     | 9     | 5     | 2     |
|                 | 1857. | 1869. | 1880. | 1890. | 1900. | 1910. | 1921. | 1931. | 1948. | 1953. | 1961. | 1971. | 1981. | 1991. | 2001. | 2011. | 2021. |